# Röd var din mun
Röd var din mun är ett studioalbum från 1967 av den svenska gruppen Sten & Stanley.

## Låtlista
1. Tag mig i famn
2. Alla vet (Everybody Knows)
3. Sampo och Laila (Sleigh ride in Alaska)
4. Det är så skönt
5. Förälskad, förlorad för evigt
6. Röd var din mun (Rot war dein Mund)
7. Får jag följa dig en bit på vägen
8. När jag ser i dina ögon ser den första gång jag såg dig
9. Dideldideldum
10. Vi som tycker om (Wohin gehst du, schönes Mädchen)
11. Mitt Westernland